# Onesimo (martire)
Onesimo (in greco antico: ῎Ονήσιμος?, Onésimos; Costantinopoli, ... – Pozzuoli, ...; fl. III secolo) è stato un sacerdote greco accolto presso la casa del prefetto Vitale. È venerato come santo dalla Chiesa cattolica e dalla Chiesa ortodossa.

## Agiografia
Onesimo (Evodio), originario di Costantinopoli, fu un sacerdote cristiano che, dopo essersi rifugiato a Vaste a causa delle persecuzioni, divenne maestro dei giovani cristiani locali nella casa di Vitale, un prefetto convertito. Il suo insegnamento attirò l’attenzione dei vicini, che lo denunciarono, portando all’arresto suo e dei suoi discepoli, tra cui i tre fratelli Alfio, Filadelfo e Cirino, e il nipote Erasmo. Interrogati, confermarono la loro fede cristiana e rifiutarono il culto delle divinità pagane, subendo torture fisiche. Successivamente, furono trasferiti a Roma, nel Carcere Mamertino, prima di essere interrogati dall’imperatore Valeriano. Dopo il fallimento delle torture, furono inviati a Pozzuoli, dove Onesimo fu condannato a morte. Morì schiacciato da un masso, ma il suo martirio rafforzò la fede dei suoi discepoli, che continuarono a resistere alle persecuzioni.